# 윌리엄 해밀턴 (철학자)

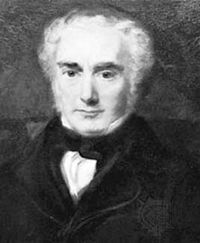
윌리엄 해밀턴 초상화

윌리엄 해밀턴 경 ( 1788년 3월 8일 - 1856년 5월 6일 ) 스코틀랜드의 형이상학자이며 철학자이다.
그는 조나단 에드워즈를 이단자로 규정한 것으로 유명하다. 윌리엄 커닝햄은 그가 에드워즈를 그렇게 부른 것은 그 당시 토머스 찰머스와 그 자신을 더 높이 평가받기 위한 의도로 보았다.

## 저서
- 토머스 리드에 대한 해설 및 주석에 관한 글 (1846)
- 형이상학과 논리에 대한 강의 (1860)

1. ↑  Cunningham, William. (2013). 《Historical theology.》. Theclassics Us. ISBN 1-230-26361-6.